# أوت سايد لوكينج ان
أوت سايد لوكينج ان هي رواية للمؤلف الأمريكي تي. إس. بويل. نُشِرت في التاسع من نيسان سنة 2019. وقعت خلال أبحاث جامعة هارفارد لعقار ثنائي إيثيل أميد حمض الليسرجيك في أوائل الستينات. تظهر شخصية تيموثي ليري على أنها مزيج من البهجة والخداع. حققت رواية أوت سايد لوكينج ان الكثير من ردود الفعل الإيجابية. وُصِفَ بويل من قبل صحيفة ديلي تلغراف بسيد السيرة الذاتية الخيالية بلا منازع.